# Landhaus (Innsbruck)
Il Landhaus, o Altes Landhaus (Antico Landhaus, per contraddistinguerlo dal Nuovo Landhaus eretto nel 1939), è l'antico palazzo della Dieta regionale della città austriaca di Innsbruck, capoluogo del Tirolo.
Sorge sulla Maria-Theresiens-Straße, la via principale del centro cittadino, e rappresenta un notevole esempio dell'architettura tardobarocca in Austria.

## Storia e descrizione

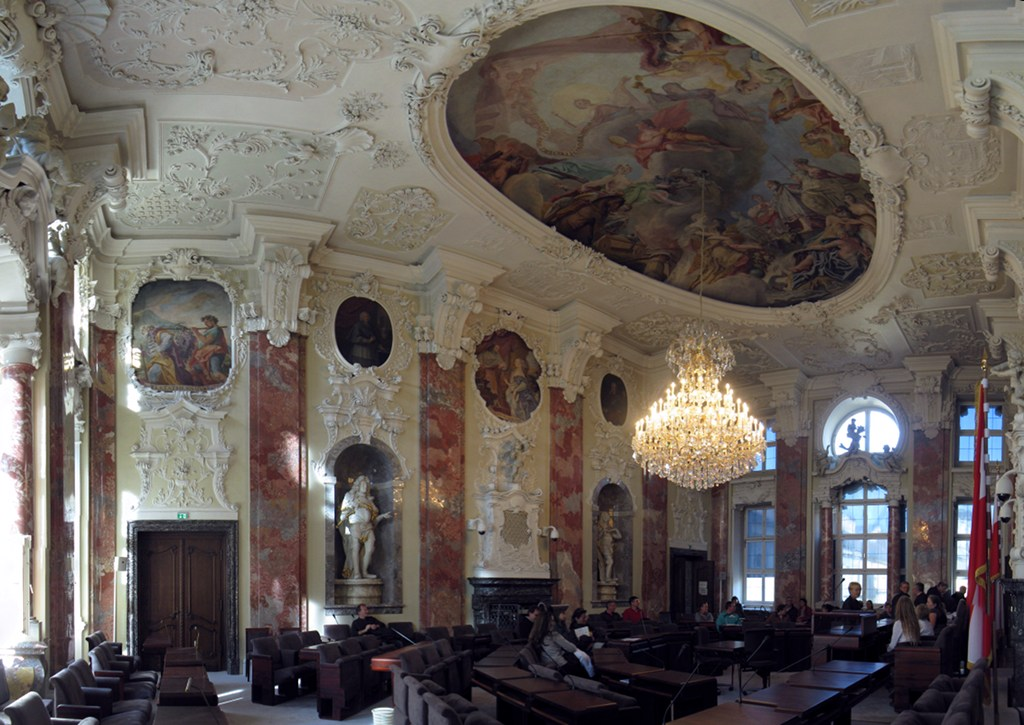
La "Sala della Dieta regionale" con gli affreschi di Cosmas Damian Asam

Il palazzo, uno dei più grandiosi della città, venne costruito tra il 1725 e il 1728 dall'architetto Georg Anton Gumpp.
Si erge su tre piani e presenta una monumentale facciata a timpano e paraste, riproposta nella corte d'onore, ornata di stucchi allegorici eseguiti nel 1728 da Francesco Serena.
Particolarmente degni di nota sono gli interni, a cui si accedono per lo Scalone d'onore, dove nelle nicchie sono vasi, busti e statue di divinità antiche opere di Nikolaus Moll, i soffitti sono decorati con stucchi. Al primo piano è la Landtagssaal, la "Sala della Dieta regionale", a forma di galleria italiana traversante tutto l'edificio. Le pareti e il soffitto recano importanti affreschi che raffigurano scene del Vecchio Testamento con riferimento al paesaggio tirolese, vennero eseguiti verso il 1734 dal maestro Cosmas Damian Asam. I sontuosi stucchi le statue di personaggi illustri, fra cui l'imperatore Leopoldo I e l'arciduca Leopoldo V d'Austria, sono di Moll. Splendide le porte intagliate.
Nella Corte d'onore, si affaccia la cappella, dedicata a San Giorgio, antico patrono del Tirolo. Venne eretta insieme al palazzo dallo stesso Gumpp, e decorata con begli stucchi bianchi su fondi dai colori pastello di rosa e giallo di Moll.

## Galleria d'immagini

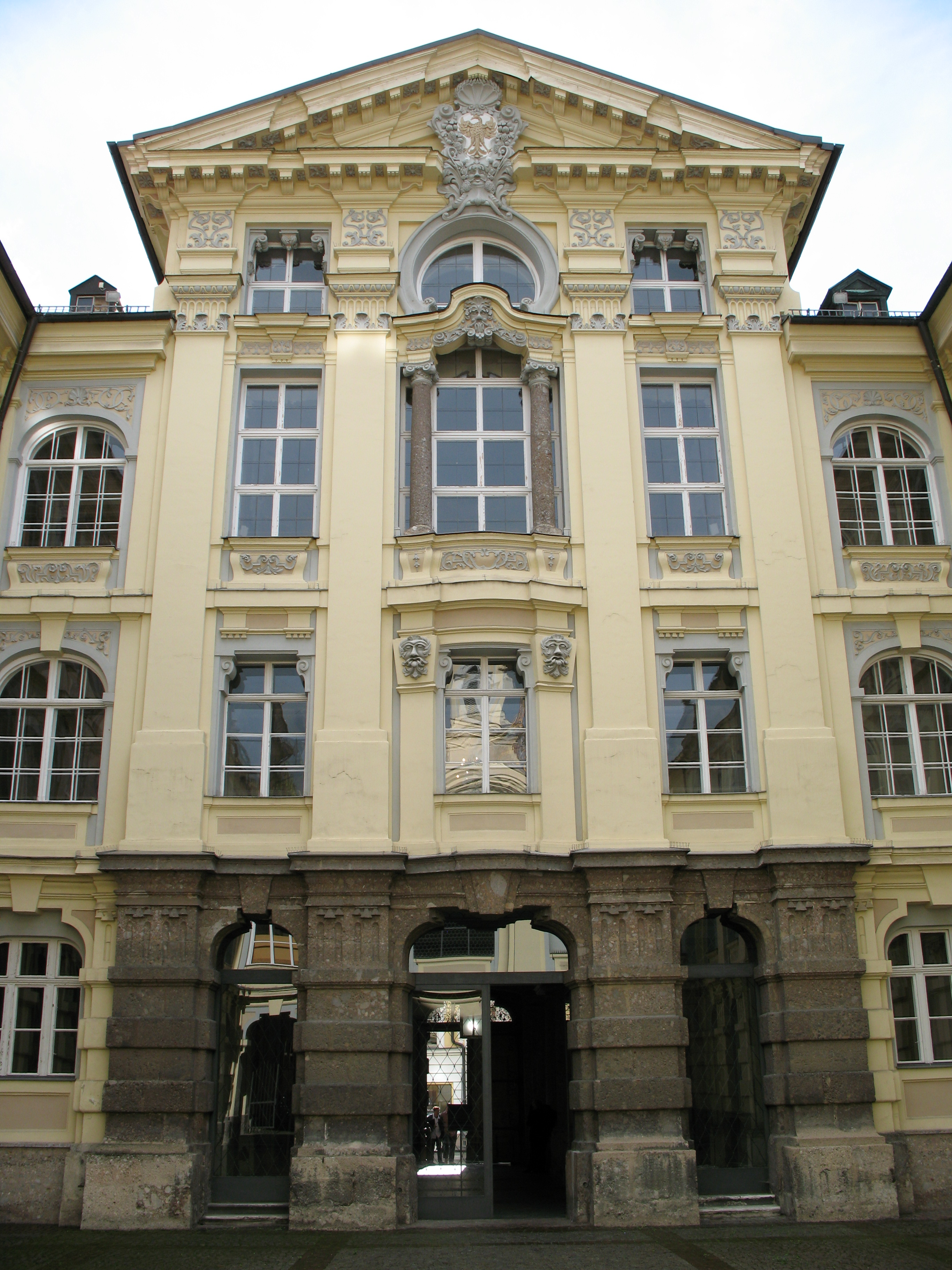
Il fronte sulla corte d'onore
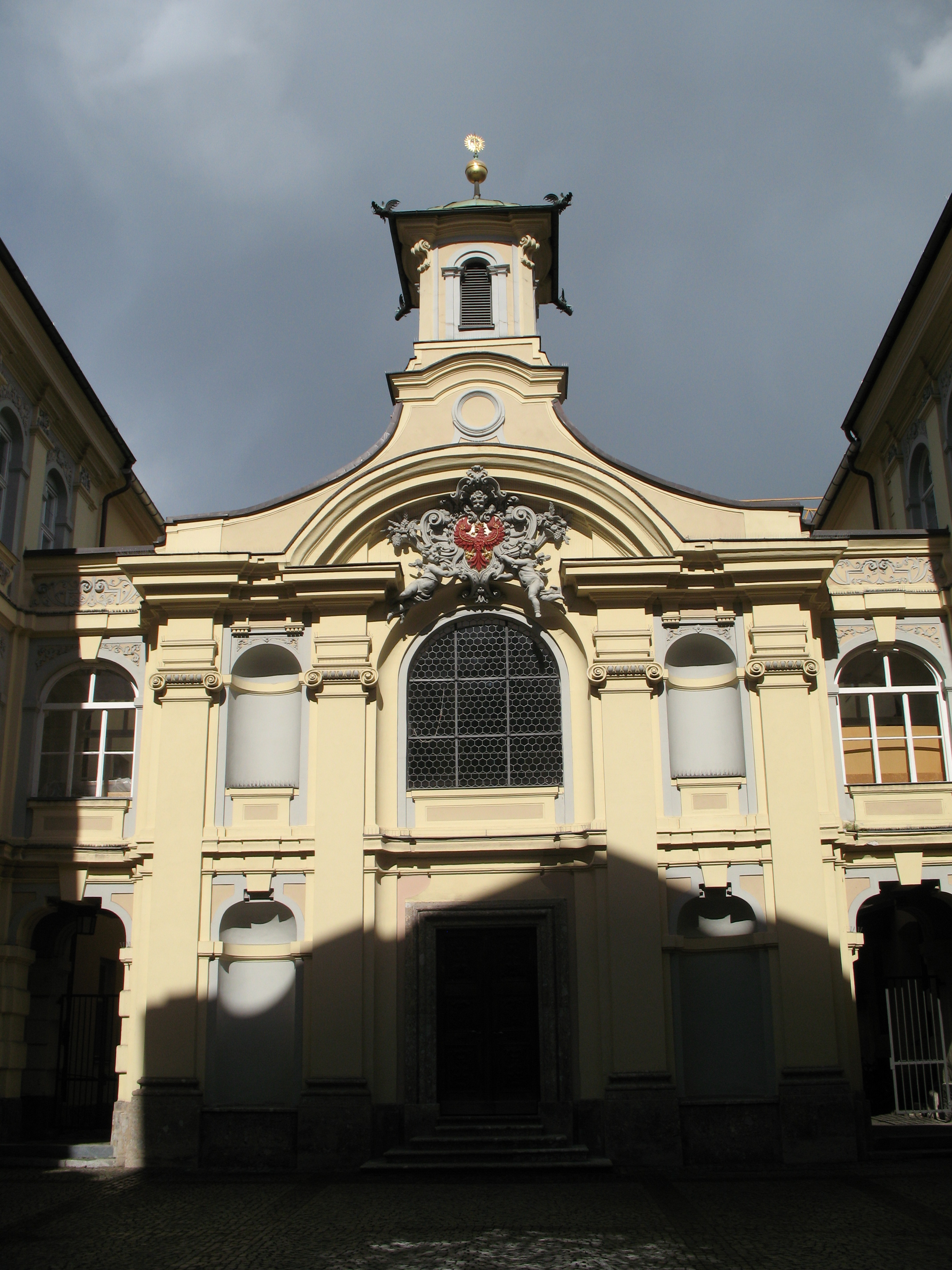
La facciata della cappella
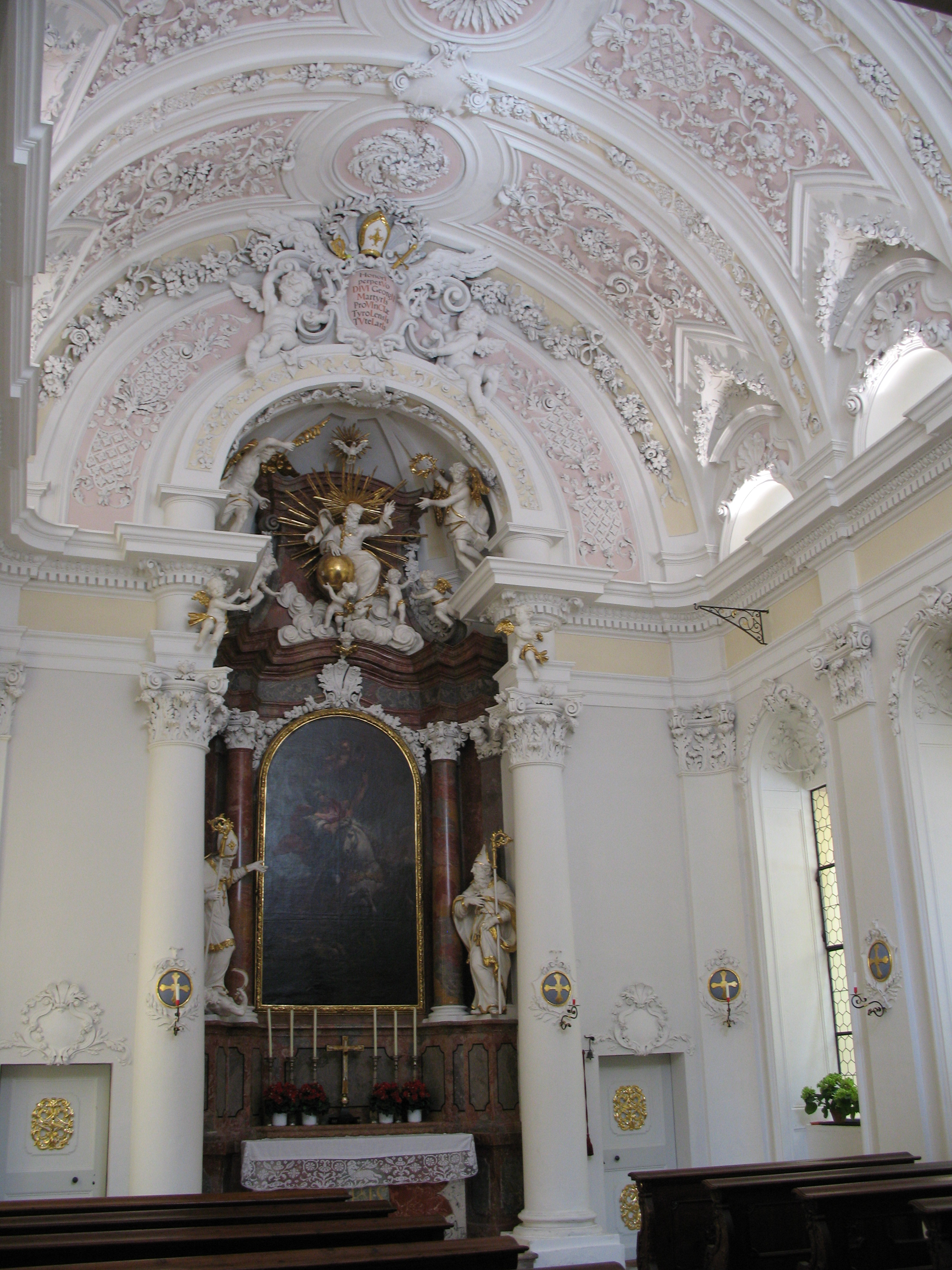
L'interno della cappella